# Herb gminy Chłopice
Herb gminy Chłopice – jeden z symboli gminy Chłopice, ustanowiony 11 listopada 2021.

## Wygląd i symbolika
Herb przedstawia na tarczy koloru czerwonego na górze ukoronowany złoty monogram maryjny nad obłokami, a pod nim pień gruszy z dwoma liśćmi. Herb nawiązuje do czczonego w gminie obrazu Matki Bożej Chłopickiej (znajdującego się w parafii Wniebowzięcia Najświętszej Maryi Panny w Chłopicach) – nad gruszą miała objawić się Matka Boża, natomiast korona kształtem przypomina tą, którą ukoronowano obraz. 